# Aspalathus acifera
Aspalathus acifera är en ärtväxtart som beskrevs av Rolf Martin Theodor Dahlgren. Aspalathus acifera ingår i släktet Aspalathus och familjen ärtväxter. Inga underarter finns listade i Catalogue of Life.